# M86
M86 (NGC4406) е лещовидна галактика, разположена по посока на съзвездието Дева. Открита е от Шарл Месие през 1781.
М86 лежи в сърцето на галактичния свръхкуп в Дева. От всички обекти на Месие, тя има най-голямо синьо отместване, което означава, че тя се приближава към нас, със скорост от 244 км/с.
Ъгловите ̀и размери са 8′.9 × 5′.8, видимата звездна величина +9.8, а разстоянието до нея е 56 млн. св.г..